# Antimonium tartaricum
Antimonium tartaricum ou tártaro emético é um medicamento homeopático que possui sintomas em comum com o Antimonium crudum. De acordo com a Farmacopeia Homeopática Brasileira é um dos medicamentos homeopáticos mais utilizados.

## Natureza do fármaco
Tartarato duplo de antimônio e potássio, C4H4O7Sb, é um sal tóxico, em forma de cristais octaedros incolores, transparentes, que ao ar livre se cobrem lentamente de um pó branco. É inodoro, com sabor ácido nauseante e solúvel em álcool. Prepara-se por trituração e solução.
As três primeiras dinamizações são obtidas por trituração e as seguintes por diluições sucessivas.

## Importância do fármaco na terapêutica homeopática
Atua principalmente sobre o sistema nervoso ganglionar e vai aniquilando a vitalidade, sobre a qual exerce ação debilitante com consequente esgotamento do influxo nervoso em tecidos e órgãos vegetativos em geral, e em particular pulmões e vísceras abdominais.
É um depressor do sistema nervoso por meio do qual produz paralisação motriz e sensorial com perda dos reflexos.
É um grande depressor cardíaco, que atua profundamente sobre a circulação. Também possui importante ação sobre as mucosas, provocando catarro intenso com secreção abundante.  Sobre a pele produz erupções semelhantes às de varicela.

## Características

### Constituição e tipo
Estado que se agrava rapidamente, intoxicação profunda manifestada por estado de asfixia que ataca os pulmões ou por sintomas coleriformes que atacam o tubo digestivo. Em ambos os casos há cianose evidente, expressão de cansaço e olheiras, fossas nasais dilatadas e com movimentos rápidos, lábios às vezes azulados, rosto frio, com suor frio, com sinais orgânicos gerais e profundos, como asfixia progressiva de todos os tecidos.
Este medicamento convém particularmente às idades extremas, sendo aplicado tanto em pessoas idosas debilitadas em que uma simples bronquite pode provocar um desenlace fatal, como em crianças medrosas e doentias cujo desenvolvimento está perturbado por transtornos intestinais.
Grande sonolência e torpor que podem chegar ao coma, o que para Kent é um sintoma primordial para sua prescrição. Nux mosh e opium também possuem torpor pronunciado. Em menor grau, arnica e baptisia.
Grande acúmulo mucoso no canal respiratório, com grandes grumos mucosos difíceis de expulsar.
Náuseas tão intensas como as provocadas por ipeca, ainda tão persistentes e aliviadas pelo vômito.

## Modalidades

### Agravação
- Pela tarde e pela da noite.
- Pelo Calor.
- Pelo tempo frío e úmido.
- Por mudanças de tempo, na primavera.
- Por leite e ácidos.

### Melhora
- Pelo frio intenso
- Estando sentado ou parado
- Pela expctoração

## Complementares

### Sintomas mentais
Não há sintomas tão característicos como no antimonium crudum. Paciente abatido, com medo de ficar sozinho. Delira. Crianças que não querem ser tocadas, choramingam.

### Cabeça
Dor como se estivesse apertada por uma ligadura (Nitr.ac., Carbol. ac.). As dores são tão frequentes como no antimonium crudum, sem maiores diferenças entre eles. Vertigem alternada com torpor. Vertigem com embrutecimento, confusão e prostração.